# Vibronychiurus obsiones
Vibronychiurus obsiones is een springstaartensoort uit de familie van de Onychiuridae. De wetenschappelijke naam van de soort is voor het eerst geldig gepubliceerd in 1963 door Cassagnau.